# Ex ante
El término ex ante (a veces escrito ex-ante o exante)[cita requerida] es una palabra neolatina que significa ‘antes del suceso’. Ex ante se usa más comúnmente en el mundo comercial, donde los resultados de una acción concreta, o una serie de acciones, se prevén con antelación (o eso se pretende). Lo opuesto es ex post o ex post facto.
Ejemplos:
En el mundo financiero, la rentabilidad ex ante es el rendimiento esperado de una cartera de valores;
En el sector de la contratación, ex ante a menudo se utiliza a la hora de prever las necesidades de recursos en grandes proyectos futuros.
En el ámbito del derecho administrativo español, la Ley 39/2015, de 1 de octubre, del Procedimiento Administrativo Común de las Administraciones Públicas, incorpora el uso de los conceptos "ex ante" y "ex post" para explicar la importancia de la evaluación y revisión de los actos administrativos y la toma de decisiones en materia de gestión pública. Un análisis "ex ante" en este contexto, se refiere a la evaluación previa de la normativa o de las resoluciones administrativas antes de su aplicación, con el objetivo de anticipar su efectividad, impactos y riesgos. Por otro lado, el análisis "ex post" permite evaluar el resultado de estos actos administrativos o decisiones después de su implementación, facilitando así una revisión de los efectos reales de la normativa o acto administrativo una vez ejecutado. Esto favorece los principios de transparencia y mejora de los procedimientos, y permite que las Administraciones Públicas ajusten o reformen sus decisiones con base en los resultados observados.